# Сидоровка (Ливенский район)
Сидоровка — деревня в Ливенском районе Орловской области России.
Входит в состав Речицкого сельского поселения.

## География
Расположена вдоль автотрассы Р-119 и на востоке граничит с деревней Покровка Вторая. Восточнее Сидоровки берёт начало ручей Верхний Ровнечик.
В деревне имеются три улицы: Овражная, Цветочная и Центральная.

## Население
| 2002 | 2010 |
| ---- | ---- |
| 129  | ↘121 |

## ссылки
- Сидоровка (деревня)